# Joniec-Kolonia
Joniec-Kolonia – kolonia sołecka w Polsce położona w województwie mazowieckim, w powiecie płońskim, w gminie Joniec.
W latach 1975–1998 miejscowość administracyjnie należała do województwa ciechanowskiego.